# 알렉스 카밀루 주니오르
알렉스 카밀루 주니오르(포르투갈어: Alex Camilo Júnior), 1998년 5월 25일~)는 브라질의 축구 선수이다. 포지션은 공격수이다. 현재 K3리그의 시흥시민축구단 소속이다.

## 참고 문헌
- “알렉스 카밀루 주니오르”. 《시흥 시민 FC》. 시흥시민축구단.